# Half-Life
Half-Life è un videogioco di genere sparatutto in prima persona sviluppato da Valve Corporation e pubblicato da Sierra Entertainment nel 1998, basato su una versione pesantemente modificata (chiamata GoldSrc) del motore grafico di Quake. Attualmente è distribuito dalla stessa Valve attraverso la piattaforma Steam.
Half-Life è stato elogiato dalla critica specializzata per la sua straordinaria presentazione della trama, che ha influenzato in maniera evidente lo sviluppo degli sparatutto in prima persona successivi. Fra le altre cose, fu il primo FPS caratterizzato da una storia raccontata interamente durante il gioco, senza l'uso di intermezzi filmati. Half-Life è anche molto popolare per la avanzata intelligenza artificiale degli avversari.
Il gioco ha ricevuto oltre 50 premi "Gioco dell'anno" da numerose pubblicazioni ed è stato nominato "Best PC Game Ever" (Miglior gioco per PC di tutti i tempi) da PC Gamer nelle edizioni di novembre 1999, ottobre 2001 e aprile 2005.

## Trama
Il gioco è ambientato in un'area remota del Nuovo Messico nella struttura di ricerca di Black Mesa Research Facility, un complesso immaginario che condivide diverse similarità con l'Area 51. Il protagonista del gioco è un fisico teorico di nome Gordon Freeman, sopravvissuto ad un esperimento andato storto a causa di un'imprevista cascata di risonanza che apre uno squarcio dimensionale, il quale devasta per gran parte la struttura e permette ad alieni provenienti da un altro mondo - conosciuto come Xen, il mondo di confine - di avere accesso al complesso.
Mentre Freeman cerca attraverso vie alternative (gli ingressi principali sono sigillati o ostruiti) di raggiungere la superficie, scoprirà che una spedizione militare inviata sul posto dal governo ha il compito di eliminare gli alieni e l'intero team di scienziati, per insabbiare la vicenda; inoltre ci saranno i Black-Ops, agenti indipendenti con l'obiettivo di eliminare tutte le creature presenti e far saltare in aria il sito con armi nucleari. Nel corso del gioco, una misteriosa figura, spesso chiamata come "l'uomo con la valigetta" (o G-Man per gli anglosassoni) mai nominata o identificata, appare regolarmente, apparentemente monitorando e seguendo i progressi di Freeman. Fondamentalmente, grazie alla cooperazione fra il gruppo di scienziati e le guardie della struttura, il protagonista deve avventurarsi fra una moltitudine di settori per raggiungere il complesso Lambda, dove alcuni scienziati sopravvissuti lo teletrasporteranno sul mondo alieno di Xen per uccidere Nihilanth, la creatura che permette alla breccia dimensionale di rimanere aperta.

## Modalità di gioco
La trama originaria era ispirata da giochi quali Doom e Quake, entrambi prodotti dalla id Software In ogni caso, l'aspetto più influente non fu la trama stessa, bensì come veniva presentata al giocatore. Quest'ultima si dipana attraverso sequenze preordinate integrate come parte stessa del gioco, piuttosto che come filmati di intermezzo. Fra i vantaggi di questo stile narrativo possiamo elencare l'incremento dell'immersione ed il mantenimento di una trama continua, che riesce a tenere il giocatore interessato alle vicende.
Valve implementò anche altri fattori che permisero di aumentare il grado di immersione, come ad esempio l'impossibilità da parte del giocatore di vedere il proprio personaggio o di ascoltarne la voce, dato che rimane silenzioso per l'intero gioco. Personaggio sul quale, inoltre, il giocatore non perde mai il controllo. I livelli di Half-Life sono, infine, divisi in piccole sezioni per minimizzare le interruzioni durante i caricamenti e garantire una sensazione di continuità.

### Personaggi e creature
Se inizialmente ci si scontrerà solo con forme di vita aliene o zombie, col passare del tempo appariranno anche diversi tipi di marine; inoltre, pur rimanendo "da soli" per la maggior parte del gioco, è con l'aiuto di personaggi guidati dalla CPU, come scienziati e guardie di sicurezza, che il giocatore può raggiungere nuove aree e proseguire. Infine, durante la maggior parte del gioco apparirà il misterioso G-Man, che vi perseguiterà solo guardandovi per un paio di secondi per poi andarsene.

### Alieni
Gli alieni sono creature viventi provenienti da Xen, il mondo di confine. Qui di seguito c'è la lista degli alieni incontrati nel gioco.
- Headcrab: l'Headcrab è un alieno di piccole dimensioni, ha la capacità di fare dei salti molto lunghi e alti. È capace di prendere il controllo del sistema nervoso della vittima, trasformandola in uno zombie. Fastidioso ma non molto pericoloso
- Zombie: lo Zombie è la vittima dell'headcrab. Mantiene un aspetto umano, ma le sue mani presentano unghie più lunghe. È molto lento ed esistono 3 varianti incontrate in Half Life: Opposing Force.
- Houndeye: l'Houndeye è una creatura con un corpo simile ad un cane, ma con un unico occhio molto grande, ha 3 zampe e una bocca sul petto, ha la capacità di effettuare attacchi ad area ad onde soniche, è pericoloso se si ha poca salute e se attacca in gruppo.
- Vortigaunt/Alien slave: il Vortigaunt (o Alien Slave) è una creatura che svolge dei compiti importanti su Xen, in particolare lavora per creare un esercito alieno e per difendere i territori, presenta dei bracciali su gambe e braccia e un collare sul collo, è sotto il comando di Nihilanth. È in grado di lanciare potenti scosse elettriche di color verde dalle braccia.
- Barnacle: il Barnacle è una creatura attaccata a una parete sul soffitto ed è sprovvisto di occhi, si procura il cibo attirando le vittime con la sua lingua che pende dalla sua bocca. Appena viene toccata, la creatura tira chi ha toccato la lingua nella sua bocca. Può essere visto in anticipo ed essere ucciso facilmente, ma può far diminuire di parecchio il nostro livello di salute oltre che a farci cadere da quote più o meno alte da terra.
- Bullsquid: il Bullsquid è una creatura pericolosa, è immune al radioattivo e può lanciarlo contro di noi dalla sua bocca, può correre velocemente e usare un ruggito potente seguito da un morso per respingerci via, può anche usare una spina posta sulla coda per ucciderci istantaneamente, inoltre attacca anche gli altri alieni.
- Tentacle: si tratta di un grosso tentacolo che batte continuamente il suo affilato muso contro il pavimento cercando di colpirci. Dannosissimo e veloce negli attacchi, se viene danneggiato va alcuni secondi sotto terra per poi rigenerarsi e tornare all'attacco. Per ucciderlo sono necessari gravi danni ambientali. Si incontrerà 3 volte, la prima volta in un silo missilistico (l'unico del gioco che può essere ucciso) una seconda volta fuori dal laboratorio e una terza volta su Xen.
- Gargantua: il Gargantua è una grossa creatura capace di usare le proprie braccia come se fossero un lanciafiamme, ha una potente corazza, è immune alle armi comuni, può essere anche ucciso da gravi pericoli ambientali come controbilanciamento per la sua pericolosità nell'affrontarlo. Fa la sua apparizione 3 volte, una volta nel capitolo power up, un'altra volta in un parcheggio e una terza volta su Xen. Può essere ucciso tutte e tre le volte, nella terza solo se si hanno le armi e le munizioni necessarie.
- Leech: il Leech è una sanguisuga aliena sottomarina, non è un problema e può essere uccisa facilmente.
- Ichtyosaur: l'Ichtyosaur è una creatura molto grande che nuota in alcune acque, non nuota mai con i Leech, che probabilmente fanno parte della sua alimentazione, può infliggere gravi danni; all'inizio è inoffensivo ma diventa ostile velocemente, soprattutto se attaccato per primo.
- Alien Grunt: gli Alien Grunt sono come i militari umani. Essi vengono creati dagli Alien Slave. Hanno una corazza molto efficace, che copre alcune parti del corpo, sono armati con l'Hornet Gun, che spara minuscoli insetti alieni che attaccano i bersagli. Si trovano sulla Terra e su Xen, su Xen fa la guardia dei luoghi interni delle aree più importanti, se ne trovano pochi che fanno la guardia all'esterno.
- Snark: lo Snark è un piccolo insetto alieno che si nutre di carne, sia aliena e sia umana. Può anche essere usato come arma, lanciandolo contro i nemici. Muore da solo dopo alcuni secondi e alla morte esplode, danneggiando qualsiasi cosa nelle sue immediate vicinanze.
- Alien Controller: gli Alien Controller sono degli alieni che assomigliano molto a Nihilant, ma sono anche molto più piccoli. Possono volare, lanciare delle sfere di energia piccole dalle mani, anche loro hanno i bracciali come gli Alien Slave. Non se ne trova nessuno sulla Terra, e gli unici esemplari vengono richiamati per impedire a Gordon di usare il teletrasporto per andare su Xen, si trovano tutti su Xen a fare la guardia ai posti più importanti.
- Gonarch/Big Momma: si tratta di una grande creatura che ha la capacità di partorire le baby Headcrab, può lanciare del radioattivo per un lungo raggio. Ci impedirà di andare nel prossimo livello con delle grosse ragnatele, che distruggerà per scappare se subisce troppi danni.
- Nihilanth: il boss finale del gioco. Nihilanth può lanciare contro di noi dei teletrasporti e delle sfere di energia che ci possono uccidere facilmente, inoltre può richiamare Vortigaunt e Alien Controller ad aiutarlo, i cristalli attorno ad esso gli donano l'invulnerabilità. Il suo punto debole è il cervello.

### Armi
Nel gioco sono presenti una grande varietà di armi, a partire dal piede di porco, diventato il simbolo stesso della serie insieme alla lettera Lambda. Sono disponibili armi convenzionali come una pistola Glock 17 (Beretta M92 solo nell'espansione High Definition Pack), un fucile SPAS-12, una mitragliatrice MP5 (M4 solo nell'espansione High Definition Pack), una potente Colt Python (Desert Eagle in Half-Life: Opposing Force), una balestra a dardi e addirittura un lanciamissili con puntatore laser, ed infine immancabili granate e cariche a distanza; inoltre appaiono anche armi aliene, come la Hornet Gun impugnata dai Grunt e i piccoli Snark lanciabili contro i marines, e verso la fine del gioco, due armi sperimentali particolarmente potenti, come il cannone Tau - un prototipo LASER - trovato nel livello "Etica discutibile" dopo un esperimento fallito su di esso, ed un cannone a raggi gluonici, consegnatoglielo da uno scienziato nel livello "Reattore Lambda". È inoltre possibile utilizzare le armi che i Marines hanno montato sui campi di battaglia, come mitragliatrici fisse e cannoni, oltre che il potente sistema di attacco aereo con puntamento tramite coordinate.

## Tecnologia
Half-Life utilizza il motore grafico GoldSrc, derivato dal Quake engine. Tra le svariate migliorie apportate da Valve sono da citare il supporto alle librerie Direct3D e l'uso delle animazioni scheletrali per i personaggi, che garantiscono animazioni più fluide e naturali.

## Versioni
Inizialmente realizzato per Microsoft Windows, Half-Life ha fatto la sua apparizione, qualche anno dopo, su PlayStation 2. Era stata pianificata una conversione per GP32, in seguito annullata. Il gioco era stato convertito anche per Dreamcast, ma dopo la rinuncia di SEGA nel proseguire il supporto per la console, non venne mai pubblicato, seppure funzionante.
Il 14 febbraio 2013 viene resa disponibile la prima conversione per macOS e Linux tramite lo store Steam. Finì poi per essere portato anche su Android grazie a xash3d fwgs.

## Mod, espansioni e prodotti correlati
Half-Life è dotato di tre espansioni ufficiali, tutte sviluppate da Gearbox Software: Half-Life: Opposing Force, Half-Life: Blue Shift e Half-Life: Decay, quest'ultima disponibile solo nella versione PlayStation 2. In seguito è stato creato un remake di Decay per PC, scaricabile e giocabile sotto forma di mod.
Inoltre, pubblicando l'editor di livelli Worldcraft e il software development kit, Valve ha dato la possibilità all'enorme community di Half-Life di poter creare variazioni del gioco originale. La prima importante modification è stata Team Fortress Classic, distribuita dalla stessa software house; ma non ci è voluto tanto tempo per fare interessare al mondo dell'editing tanti programmatori amatoriali, che hanno dato vita a giochi molto conosciuti come Counter-Strike e Day of defeat arrivati addirittura ad essere venduti separatamente (il primo sotto etichetta Sierra ed il secondo sotto etichetta Activision). Altri mod popolari sono The Specialists, DeathMatch Classic, Holy Wars, Natural Selection, Afraid of monsters, Action Half-Life e Firearms, solo per citarne alcuni. Una Total Conversion particolarmente ambiziosa, Gunman Chronicles, è stata pubblicata come prodotto commerciale a sé stante.

### Half-Life: Day One
Half-Life: Day One è una versione OEM, inclusa in prodotti hardware come schede video e simili. Include circa 1/5 del gioco.

### Half-Life: Uplink
Half-Life: Uplink è una demo di Half-Life, pubblicata il 12 febbraio 1999 e scaricabile in maniera gratuita. Uplink include una sezione di gioco non presente nella versione completa, probabilmente tagliata nella fase di post-produzione. Curiosamente non è mai stata inclusa in nessuna delle numerose compilation pubblicate da Valve, e non appare neppure su Steam. Esiste anche un cortometraggio ispirato alla trama e intitolato con il medesimo titolo, prodotto da una azienda di marketing inglese di nome Cruise Control ma non autorizzato da Valve. È stato realizzato un mod che permette di integrare Uplink all'interno della trama di Half-Life, mentre è in lavorazione una conversione che sfrutta il motore grafico Source Engine.

### Half-Life: Opposing Force
Half-Life: Opposing Force è la prima espansione di Half-Life pubblicata il 19 novembre 1999, esattamente un anno dopo il videogioco originale. È stata sviluppata da Valve Corporation in collaborazione con Gearbox Software. In questa espansione il gioco è visto dal punto di vista di Adrian Shephard, un Marine mandato a Black Mesa per insabbiare la faccenda. Sono incluse anche delle nuove armi e dei nuovi nemici.

### Half-Life: Blue Shift
Half-Life: Blue Shift è la seconda espansione di Half-Life, pubblicata il 12 giugno 2001, sviluppata da Valve Corporation in collaborazione con Gearbox Software. In questa espansione il giocatore impersona una guardia di sicurezza, Barney Calhoun, che è noto per la sua comparsa all'inizio dell'Half-Life originale, su una balconata, mentre batteva su una porta perché era rimasto chiuso fuori da un posto al quale doveva avere accesso. Half-Life: Blue Shift è noto anche per un bug: se si attiva la terza persona, si potrà vedere che il modello del personaggio del giocatore è Gordon Freeman, e non Barney Calhoun. In seguito a questo report, su internet si sono diffuse varie mod che facessero in modo che il modello del personaggio fosse quello di una guardia di sicurezza e non di Gordon Freeman.

### Half-Life: Decay
Half-Life: Decay è la terza ed ultima espansione di Half-Life, pubblicata il 14 novembre 2001, sviluppata da Valve Corporation in collaborazione con Gearbox Software. In questa espansione il gioco è visto attraverso gli occhi di due scienziate colleghe di Gordon Freeman: Colette Green e Gina Cross. Inizialmente venne sviluppato solo per la piattaforma PlayStation 2, e disponibile solo in split screen. Nel 2008 è stata introdotta una versione che facesse in modo che si potesse giocare anche da un Personal computer. Nella versione per Personal computer i due giocatori possono invertire i personaggi con il tasto G. Se si gioca da soli in questi livelli, si può usare un personaggio alla volta, mentre l'altro non potrà fare nulla ma solo difendersi dai nemici, anche se l'IA non è delle migliori. Ci sono dei livelli, che bisogna giocare volta per volta per arrivare alla fine del gioco, però ogni volta che si finisce un livello ci sarà un salto di luogo da un livello all'altro, visto che le mappe non sono unite. Se si prende il massimo dei voti ad ogni livello, alla fine si potrà sbloccare un livello extra denominato "Xen Attacks", che consiste nell'impersonare due alieni vortigaunt che sono stati mandati dal loro capo ninilanth sulla terra per recuperare i cristalli della dimensione di Xen. Il livello "Xen Attacks" è il più corto del gioco.

### Half-Life: Source
Half-Life: Source è una versione realizzata nel 2004, in occasione del lancio della edizione "Game of the Year" del gioco e della "Collectors Edition" di Half-Life 2 dove si è sostituito il vecchio motore grafico GoldSrc con il più aggiornato Source Engine; tuttavia non sono presenti modifiche estetiche (se non riguardanti l'acqua e fisica ragdoll) come texture in alta risoluzione o modelli di oggetti dotati di più poligoni.

### Half-Life High Definition Pack
Si tratta di un pacchetto, originariamente presente nell'espansione "Half-Life: Blue Shift" e destinato sia per Half-Life che per le sue estensioni, il quale sostituisce alcuni modelli con versioni a maggior numero di poligoni e alcune texture con versioni a maggiore definizione, dato che questo pacchetto non copriva tutti i personaggi, in particolar modo per l'espansione "Opposing Force", nel 2016 venne realizzata una versione dagli appassionati per coprire questa mancanza "Half-Life: Opposing Force Fixed HD Pack".
Il pacchetto ad alta definizione non è originariamente utilizzabile per la versione di Half-Life Source, per questo alcuni appassionati hanno fatto un porting del pacchetto e che ora prende il nome di "High-Definition Source".

### Black Mesa
Black Mesa è un remake di Half-Life con grafica attualizzata alle nuove versioni del motore grafico Source engine, reso inizialmente disponibile il 14 settembre 2012 e funzionante con Source SDK.
Dopo uno sviluppo lungo quasi un decennio la total conversion è stata ultimata con la pubblicazione del capitolo di Xen nel Dicembre 2019 e l'uscita ufficiale dalla fase Beta nel Marzo 2020.

## Accoglienza
Nel 2013 IGN pubblica la lista dei 100 migliori sparatutto in prima persona scelti dai suoi esperti, dove Half-Life va ad occupare la prima posizione.
Secondo IGN, «quando guardi alla storia degli sparatutto in prima persona, tutto si esaurisce piuttosto perfettamente tra l'era "pre-Half-Life" e l'era "post-Half-Life". A metà degli anni novanta abbiamo avuto giochi come Doom, Quake, Duke Nukem 3D e Star Wars: Dark Forces. Grandi giochi? Assolutamente. Ma la cosa che differenzia questi giochi rispetto a quello che è venuto dopo è che questi mondi sono più simili a dei parchi a tema "corri e spara" che a luoghi reali.
Nel novembre del 1998, tutto cambia. Improvvisamente gli sparatutto hanno tutti cercato di copiare la Black Mesa Research Facility e il suo incredibile senso del luogo. Con l'uso degli eventi di script per la fase introduttiva del gioco e il massacro degli scienziati, Half-Life ci dà l'impressione che questo non sia solo un mondo che esiste solamente per dare a Gordon Freeman qualcosa a cui sparare. È un mondo in cui è successo qualcosa di terribile e di misterioso, e noi abbiamo appena capito di esser stati catturati in mezzo ad esso. Questo approccio alla trama è diventato il fondamento del design odierno degli sparatutto in prima persona.».
Nel 2018, Keith Stuart di The Guardian ha definito Half-Life lo "sparatutto più importante di sempre".
Secondo la rivista Retrogame Magazine (2018), Half-Life è un punto di svolta nella storia dei videogiochi. Tra i tanti motivi, il principale sarebbe l'uso che venne fatto della visuale in prima persona, per la prima volta sapientemente sfruttata come mezzo di narrazione.

## Eredità
Con la pubblicazione di software development kit per Half-Life da parte di Valve, numerose mod e total conversion del gioco hanno guadagnato popolarità negli anni successivi. I team di sviluppo di alcune delle mod più popolari sono stati in seguito assunti da Valve con lo scopo di pubblicare i prodotti come videogiochi separati, come nei casi di Counter-Strike, Day of Defeat e Team Fortress Classic.